# IC 3703
IC 3703 је појединачна звијезда у сазвјежђу Ловачки пси која се налази на листи објеката дубоког неба у Индекс каталогу.
Деклинација објекта је + 37° 58' 29" а ректасцензија 12h 43m 22,1s.